# فهرست بازیکنان ان‌بی‌ای با بیشترین قهرمانی

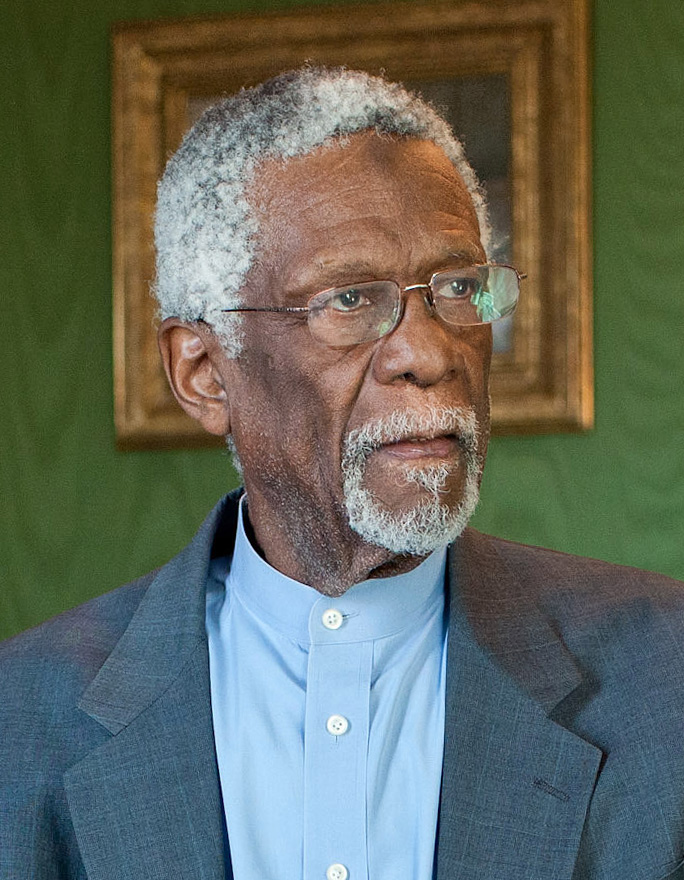
بیل راسل با بوستون سلتیکس ۱۱ قهرمانی کسب کرد که یک رکورد در ان‌بی‌ای محسوب می‌شود.

فهرست بازیکنان ان‌بی‌ای با بیشترین قهرمانی، شامل بازیکنان ان‌بی‌ای است که بیشترین قهرمانی را با تیم‌های خود کسب کرده‌اند.
ان‌بی‌ای یک لیگ حرفه‌ای بزرگ بسکتبال در آمریکای شمالی است که در سال ۱۹۴۶ با نام بی‌ای‌ای تأسیس شد. این لیگ نام فعلی خود را در شروع فصل ۱۹۵۰–۱۹۴۹ و پس از ادغام با لیگ ان‌بی‌ال اتخاذ کرد. فینال‌های ان‌بی‌ای، مسابقات قهرمانی این لیگ و نقطه پایانی مرحله حذفی محسوب می‌شود. تیم برنده این مسابقات، جام لری اوبراین را دریافت می‌کند. بازیکنان تیم قهرمان معمولاً انگشترهایی از سوی تیم دریافت می‌کنند که نماد نقش آن‌ها در این قهرمانی است و اصطلاح انگشتر به‌مرور به‌عنوان معادلی برای قهرمانی استفاده می‌شود. تعداد قهرمانی‌های ابرستاره‌های ان‌بی‌ای اغلب به‌عنوان معیاری برای سنجش جایگاه بزرگ آن‌ها به‌کار می‌رود.
بیل راسل، سنتر تیم بوستون سلتیکس، با کسب ۱۱ قهرمانی در طول ۱۳ سال دوران حرفه‌ای خود، رکورددار بیشترین تعداد قهرمانی ان‌بی‌ای است.
تا سال ۲۰۲۴، رابرت هوری، جان سلی، لبران جیمز و دنی گرین تنها افرادی هستند که با سه تیم مختلف قهرمانی ان‌بی‌ای را تجربه کرده‌اند.

## فهرست
| پست | G                                                                | گارد                                                             | F                                                                | فوروارد                                                          | C                                                                | سنتر                                                             |
| *   | به بازیکنانی اشاره دارد که به تالار مشاهیر بسکتبال راه یافته‌اند. | به بازیکنانی اشاره دارد که به تالار مشاهیر بسکتبال راه یافته‌اند. | به بازیکنانی اشاره دارد که به تالار مشاهیر بسکتبال راه یافته‌اند. | به بازیکنانی اشاره دارد که به تالار مشاهیر بسکتبال راه یافته‌اند. | به بازیکنانی اشاره دارد که به تالار مشاهیر بسکتبال راه یافته‌اند. | به بازیکنانی اشاره دارد که به تالار مشاهیر بسکتبال راه یافته‌اند. |

| ت. | بازیکن          | پ.  | فصل‌ها | فصل‌ها | تیم‌های قهرمان                                                                              | منبع   |
| ت. | بازیکن          | پ.  | تعداد | د. ب. | تیم‌های قهرمان                                                                              | منبع   |
| -- | --------------- | --- | ----- | ----- | ------------------------------------------------------------------------------------------ | ------ |
| ۱۱ | بیل راسل*       | C   | ۱۳    | ۸۵٪   | بوستون سلتیکس (۱۹۵۷، ۱۹۵۹، ۱۹۶۰، ۱۹۶۱، ۱۹۶۲، ۱۹۶۳، ۱۹۶۴، ۱۹۶۵، ۱۹۶۶، ۱۹۶۸، ۱۹۶۹)           | [ ۷ ]  |
| ۱۰ | سم جونز*        | G   | ۱۲    | ۸۳٪   | بوستون سلتیکس (۱۹۵۹، ۱۹۶۰، ۱۹۶۱، ۱۹۶۲، ۱۹۶۳، ۱۹۶۴، ۱۹۶۵، ۱۹۶۶، ۱۹۶۸، ۱۹۶۹)                 | [ ۸ ]  |
| ۸  | تام هاینسن*     | F   | ۹     | ۸۹٪   | بوستون سلتیکس (۱۹۵۷، ۱۹۵۹، ۱۹۶۰، ۱۹۶۱، ۱۹۶۲، ۱۹۶۳، ۱۹۶۴، ۱۹۶۵)                             | [ ۹ ]  |
| ۸  | کی. سی. جونز*   | G   | ۹     | ۸۹٪   | بوستون سلتیکس (۱۹۵۹، ۱۹۶۰، ۱۹۶۱، ۱۹۶۲، ۱۹۶۳، ۱۹۶۴، ۱۹۶۵، ۱۹۶۶)                             | [ ۱۰ ] |
| ۸  | سچ سندرز*       | F   | ۱۳    | ۶۲٪   | بوستون سلتیکس (۱۹۶۱، ۱۹۶۲، ۱۹۶۳، ۱۹۶۴، ۱۹۶۵، ۱۹۶۶، ۱۹۶۸، ۱۹۶۹)                             | [ ۱۱ ] |
| ۸  | جان هاولیچک*    | F/G | ۱۶    | ۵۰٪   | بوستون سلتیکس (۱۹۶۳، ۱۹۶۴، ۱۹۶۵، ۱۹۶۶، ۱۹۶۸، ۱۹۶۹، ۱۹۷۴، ۱۹۷۶)                             | [ ۱۲ ] |
| ۷  | جیم لوسکاتوف    | F   | ۹     | ۷۸٪   | بوستون سلتیکس (۱۹۵۷، ۱۹۵۹، ۱۹۶۰، ۱۹۶۱، ۱۹۶۲، ۱۹۶۳، ۱۹۶۴)                                   | [ ۱۳ ] |
| ۷  | فرنک رمزی*      | F/G | ۹     | ۷۸٪   | بوستون سلتیکس (۱۹۵۷، ۱۹۵۹، ۱۹۶۰، ۱۹۶۱، ۱۹۶۲، ۱۹۶۳، ۱۹۶۴)                                   | [ ۱۴ ] |
| ۷  | رابرت هوری      | F   | ۱۶    | ۴۴٪   | هیوستون راکتس (۱۹۹۴، ۱۹۹۵) لس آنجلس لیکرز (۲۰۰۰، ۲۰۰۱، ۲۰۰۲) سن آنتونیو اسپرز (۲۰۰۵، ۲۰۰۷) | [ ۱۵ ] |
| ۶  | باب کوزی*       | G   | ۱۴    | ۴۳٪   | بوستون سلتیکس (۱۹۵۷، ۱۹۵۹، ۱۹۶۰، ۱۹۶۱، ۱۹۶۲، ۱۹۶۳)                                         | [ ۱۶ ] |
| ۶  | کریم عبدالجبار* | C   | ۲۰    | ۳۰٪   | میلواکی باکس (۱۹۷۱) لس آنجلس لیکرز (۱۹۸۰، ۱۹۸۲، ۱۹۸۵، ۱۹۸۷، ۱۹۸۸)                          | [ ۱۷ ] |
| ۶  | مایکل جردن*     | G   | ۱۵    | ۴۰٪   | شیکاگو بولز (۱۹۹۱، ۱۹۹۲، ۱۹۹۳، ۱۹۹۶، ۱۹۹۷، ۱۹۹۸)                                           | [ ۱۸ ] |
| ۶  | اسکاتی پیپن*    | F   | ۱۷    | ۳۵٪   | شیکاگو بولز (۱۹۹۱، ۱۹۹۲، ۱۹۹۳، ۱۹۹۶، ۱۹۹۷، ۱۹۹۸)                                           | [ ۱۹ ] |